# Холлингуорт, Питер
Питер Джон Холлингуорт (англ. Peter John Hollingworth; род. 10 апреля 1935, Аделаида) — австралийский англиканский епископ. Занимаясь социальной работой в течение нескольких десятилетий, он служил архиепископом Брисбена в течение 11 лет (начиная с 1989 года) и стал в 1991 году «Австралийцем года». Также он был 23-м генерал-губернатором Австралии в период с 2001 по 2003 год.
Во время генерал-губернаторства Холлингуорта, его критиковали из-за того, что он недостаточно сделал для расследования обвинений в сексуальных надругательств в епархии Брисбена, когда он был архиепископом. На протяжении большей части его пребывания в должности ему не хватало поддержки обеих партий, Лейбористская партия Австралии призывала его уйти в отставку . В мае 2003 года доклад епархии Брисбена был представлен в парламенте Квинсленда. 28 мая 2003 года, несмотря на поддержку со стороны премьер-министра, Джона Ховарда, Холлингуорт подал в отставку.

## Биография
Холлингуорт родился в Аделаиде (Южная Австралия), а затем, в 1940 году, переехал в Мельбурн. После учёбы в школах Ллойд-стрит и Меррамбеена он получил основное образование в Скотч-колледж. После его окончания он начал работать в BHP, — австралийской горнодобывающей компании. Холлингуорт по-видимому часто проводил обеденное время в соборе Святого Павла в Мельбурне, где он решил стать священником.
Холлингуорт был призван на военную службу в 1953 году, а после базового обучения на базе Пойнт-Кук он начинает работать в должности капеллана и решает проверить своё призвание в рукоположенном сане. В 1954 году он поступил в Мельбурнский университет на факультет богословия, окончив его в 1960 году со степенью бакалавра гуманитарных наук и лиценциата богословия. 6 февраля 1960 года он женился на Кэтлин Энн Тернер (англ. Kathleen Ann Turner), с которой он познакомился во время военной службы. Пара имеет ныне трёх дочерей.
В 1960 году Холлингуорт был назначен священником англиканской церкви Сент-Мэри в Северной части Мельбурна. В 1964 году он присоединился к Brotherhood of St Laurence, независимой англиканской организации, в качестве капеллана и директора молодёжных и детских работ, а затем, — как директор социальной политики и научных исследований. В 1990 году он был назначен исполнительным директором. В Brotherhood of St Laurence он состоял 25 лет и за это время принимал участие во многих событиях, связанных с этим сообществом.
В 1976 году Холлингуорт получил орден Британской империи, а в 1988  году был награждён орденом Австралии за его работу в церкви и обществе. Кроме этих светских наград, в 1980 году он был избран каноником собора Святого Павла. В 1985 году он был назначен епископом в центральной части города. До этого он получил степень магистра в области социальной работы и написал несколько книг о своей работе с бедными который стал учебником.
В декабре 1989 Холлингворт был избран архиепископом Брисбена. В 1991 году он стал австралийцем года, а в 1997 году был включен в список почётных австралийцев.
21 мая 2001 года Холлингворт был награждён степенью Ламбет доктора филологии от архиепископа Кентерберийского, Джорджа Кэри. Он был удостоен докторской степени в знак признания его научных исследований, публикаций, учебных и достижений в области христианской социальной этики, социального благосостояния и бедности исследований и епископского руководства. In addition to this doctorate he already had six honorary doctorates from Australian universities.
22 апреля 2001 года тогдашний премьер-министр Австралии Джон Ховард заявил, что Холлингворт назначен генерал-губернатором Австралии после отставки сэра Уильяма Дина. Он был первым священником, занимавшим этот пост, и поэтому провоцировал разногласия из-за давней доктрины о разделении церкви и государства. 29 июня 2001, Холлингуорт был назначен Генерал-Губернатором Австралии. На посту генерал-губернатора он стал компаньоном ордена Австралии, получив его 29 июня 2001 года. Он был в должности до 28 мая 2003 года, когда он ушёл в отставку при сомнительных обстоятельствах.